# Georg Wippern
Georg Wippern  (* 26. Mai 1909 in Hildesheim; † 26. April 1993 in Bonn) war ein deutscher Verwaltungsbeamter. Er war als SS-Sturmbannführer bei der „Aktion Reinhardt“ mit der Sortierung, Verarbeitung und Weiterleitung von jüdischem Vermögen beauftragt.
Wippern trat 1933 der NSDAP (Mitgliedsnummer 1.323.347) und bald darauf auch der  SS (Mitglieds-Nr. 118.449) bei. Zunächst war er Kommandeur der Ersatzabteilung der SS-Verwaltungsdienste in Dachau und Mitarbeiter bei der Inspektion der SS-Verfügungstruppe.

## Aktion Reinhardt
Ab dem Sommer 1941 leitete Wippern die SS-Standortverwaltung Lublin mit folgenden Zweigstellen: Cholm, Jablon, Lemberg, Lubartów, Trawniki, Zamosc. Im Zuge der „Aktion Reinhardt“ wurde Wippern im Frühjahr 1942 durch Oswald Pohl, den Leiter des SS-Wirtschafts- und Verwaltungshauptamtes, mit der Sortierung, Verarbeitung und Weiterleitung  des Vermögens von jüdischen Opfern beauftragt. Diese Aufgabe nahm zu Beginn der „Aktion Reinhardt“ noch Christian Wirth wahr, der das konfiszierte Vermögen direkt an die Reichsbank weiterleitete. Dies geschah nach Ansicht Pohls in einer derart unbefriedigenden Art und Weise, dass diese Aufgabe an Georg Wippern delegiert wurde. Als Verwaltungsleiter unterstand Wippern die Abteilung IVa (Verwaltung Jüdischer Besitz), die sich in einem fünfstöckigen Gebäude direkt im Stadtzentrum von Lublin befand. Ein aus 20 bis 30 Personen bestehendes jüdisches Häftlingskommando aus dem Zwangsarbeitslager „Lipowa Strasse“ in Lublin war unter der Leitung der SS-Männer Eichholz und Dorl mit der Sortierung und Lagerung des jüdischen Vermögens in der Abteilung IVa beschäftigt. Geldtransfers und auch sonstige Bankgeschäfte wurden von ausgebildeten Bankkaufleuten, die zudem SS-Mitglieder (Huber, Teichelmann, Pflanzer, Rzepa) waren, vorgenommen. Ebenso wie die Geldmittel wurden auch die Wertgegenstände in der SS-Standortverwaltung in Lublin registriert, die Devisen und Banknoten auf Konten eingezahlt und die Wertgegenstände nach Berlin geschickt. 
Der SS-Sturmbannführer Alfred Franke-Gricksch, der mit seinem Vorgesetzten Maximilian von Herff die Abteilung IVa besichtigte, führte in einem Bericht vom Mai 1943 folgendes aus:
„Von Trawniki reisten wir zurück nach Lublin, um das spezielle Unternehmen REINHARD zu besichtigen. Diese Abteilung hatte die Aufgabe, das gesamte bewegliche Vermögen der Juden im Generalgouvernement zu verwerten. Es ist erstaunlich, welch riesiges Vermögen die Juden im Ghetto angesammelt hatten. Sogar zerlumpte und von Ungeziefer befallene, dreckige kleine Juden, die wie Bettler aussahen, tragen (wenn man ihnen die Kleidung auszieht) Devisen, Goldstücke, Diamanten und andere Wertsachen mit sich. Wir gingen durch die Keller dieses ‚Spezialunternehmens‘ und wurden an die Märchen von ‚Tausend und einer Nacht‘ erinnert. Ganze Kartons, gefüllt mit echten Perlen, Schachteln voller Diamanten, ein Korb voller Goldstücke und viele Kilo Silbermünzen, neben Juwelen jeder Art. Um diese Wertsachen besser verwerten zu können, schmilzt man im Garten des Hauses das Gold und Silber zu Barren. Da gibt es eine kleine Gießerei, in der Gold und Silber geschmolzen werden, dann in Barren gegossen werden und an gewissen Tagen an die Reichsbank geliefert werden. Das ‚Spezialunternehmen REINHARD‘ hat bis jetzt 2.500 Kilo Gold, 20.000 Kilo Silber, 6,5 Kilo Platin, 60.000 Reichsmark in Devisen, 800.000 Dollar Bargeld und 144.000 Golddollar abgeliefert. Die riesige Menge an Diamanten und Perlen kann kaum abgeschätzt werden.“
Zudem unterstand Wippern auch ein Kleidungsdepot in den SS-Textilwerkstätten in Lublin (Lager Flugplatz), in dem die Bekleidung der jüdischen Opfer sortiert und gereinigt wurde. In dieser Funktion wurde er von Odilo Globocnik, dem SS- und Polizeiführer (SSPF) von Lublin, damit beauftragt das Lagerpersonal von Belzec und Sobibor mit SS-Uniformen auszustatten. Am 5. Januar 1944 meldete Globocnik Heinrich Himmler die endgültige Abrechnung der in der „Aktion Reinhardt“ erzielten Vermögenswerte der jüdischen Opfer: 178.745.960,59 RM.
Anfang Oktober 1944 wurde Wippern in das SS-Führungshauptamt nach Berlin versetzt. 

## Nach dem Krieg
Nach Kriegsende floh Wippern im August 1945 aus der US-Internierung. Danach war er wieder als Verwaltungsbeamter im mittleren Dienst beschäftigt, so unter anderem als Zollinspektor in Saarbrücken. Gegen Wippern, der oftmals innerhalb Deutschlands umzog, wurde seitens der deutschen Justiz zwar zu Beginn der 1960er Jahre ermittelt, ohne dass es jedoch zu einer Anklage oder einem Prozess kam. Noch 1962 behauptete er: „Ich möchte sagen, daß ich die damalige Aufgabe mit Widerwillen, jedoch nach bestem Wissen und Gewissen ausgeführt habe“.
Wippern starb im Frühjahr 1993 in Bonn.